# Giovanni Serafini (Politiker)
Giovanni Serafini war ein san-marinesischer Politiker.

## Karriere
Giovanni Serafini amtierte zehnmal als Capitano Reggente von San Marino. Die sechsmonatigen Amtszeiten begannen am 1. Oktober 1637, am 1. April 1642, am 1. April 1648, am 1. April 1653, am 1. Oktober 1656, am 1. April 1660, am 1. Oktober 1664, am 1. Oktober 1671, am 1. April 1675 und letztlich am 1. April 1681.